# Bombard

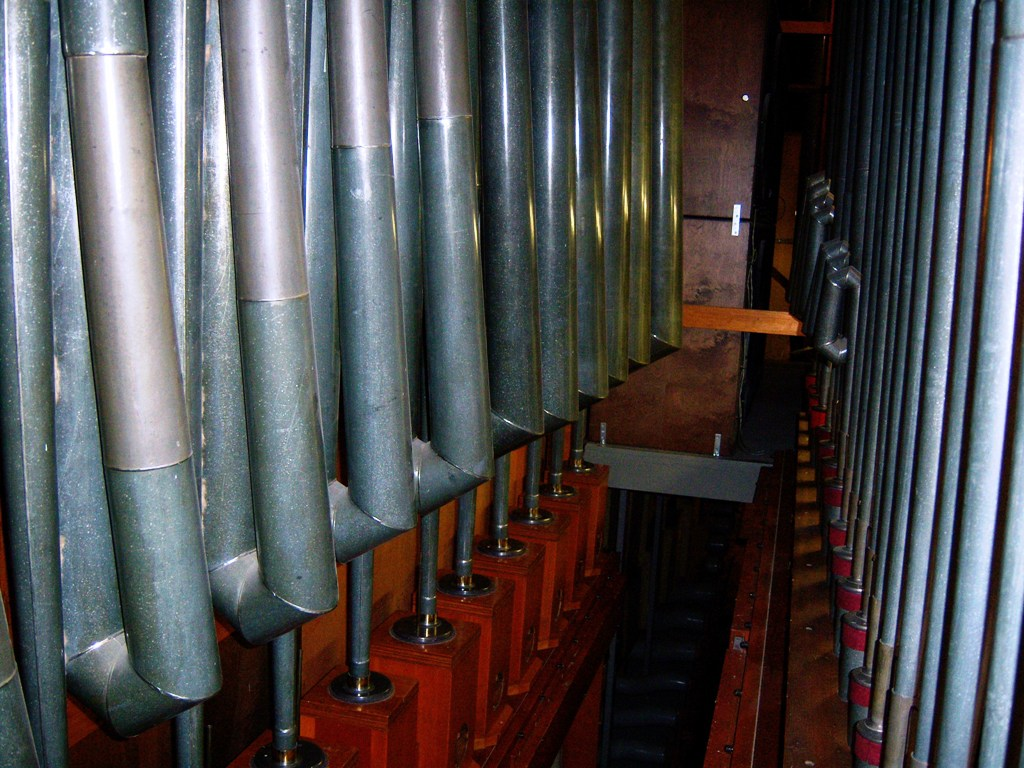
32stopý Contre Bombarde s plechovými ozvučnami (část)

Bombard či bombarde je jazykový varhanní rejstřík, obvykle basový. Typický je pro něj hlasitý hrubý tón, který zůstává zřetelný i při hře na plný stroj. Bombard je obvykle disponován v pedálu, u větších varhan i v manuálu (v rámci strojů / divizí Solo, Bombardwerk, Bombarde). Různí varhanáři využívali jak plechové tak dřevěné ozvučny (rezonátory). Bombard jakožto basový pedálový rejstřík bývá nejčastěji disponován jako 16stopý (začíná kontra oktávou), u větších varhan i jako 32stopý (začíná subkontra oktávou). 32stopý bombard bývá také označován jako kontra-bombard (contra bombarde, contrebombarde ap.). Pro manuál je určena 8 nebo 16stopá varianta.
Zvukový projev bombardu je velmi výrazný, takže bývá tento rejstřík disponovaný spíše ve strojích určených do větších prostor, kde se počítá s delšími dozvuky a určitým vyhlazením tónu. Oproti běžnějšímu pozounu, jehož tón se lépe mísí s ostatními rejstříky, je zvuk bombardu hrubší a výraznější. Zvukový charakter se částečně liší podle období i oblasti. Velmi výrazný projev je typický pro stroje francouzských varhanářů.
Bombardy se historicky začaly objevovat v barokní éře, především v jejím pozdním období. Šlo o 16stopé rejstříky, technologicky náročnější 32stopý Contre Bombarde dokázal úspěšně realizovat až francouzský varhanář Aristide Cavaillé-Coll v době romantismu. Barokním příkladem jsou varhany v katedrále svaté Cecilie v Albi, kde je použit 16stopý bombard doplněný o tzv. ravalement, kdy je pedálovému kontra cis (‚Cis – které nebylo v barokní hudbě obvykle využíváno) přiřazena píšťala z 32stopé oktávy produkující tón subkontra a (‚‚A). K nejznámějším příkladům romantického období patří 16 a 32stopé bombardy varhan svatého Sulpicia v Paříži, chrámu Matky Boží (Notre-Dame) v Paříži, bazilice svatého Saturnina v Toulouse a v bývalém opatském kostele svatého Ouena v Rouenu, přičemž v případě posledního jmenovaného zůstal zvukový charakter od doby jeho vzniku (1890) nezměněn.